# Tomaž Lepša
Tomaž Lepša, slovenski hokejist, * 11. junij 1955, Ljubljana.
Lepša je bil dolgoletni član kluba Olimpija Hertz. Za jugoslovansko reprezentanco je nastopil na Olimpijskih igrah 1976 v Innsbrucku in 1984 v Sarajevu. 

Leta 2012 je bil sprejet v Slovenski hokejski hram slavnih za leto 2008.